# Skorba
Skorba je naselje v Občini Hajdina. Leži ob regionalni cesti Ptuj–Maribor, med 
Spodnjo Hajdino in Hajdošami, ob potoku Hajdinska Studenčnica. Zaradi nekdanjega toka Drave je njena terasa vijugasta.
Dolgo je bila prevladujoča kmetijska panoga govedoreja, dandanes pa je pravih kmetov vse manj. Ti, ki so, se povečini ukvarjajo s svinjerejo in perutninarstvom.
Znana je tudi po centralnem vodnem črpališču, ki zagotavlja vodo za bližnjo (Občina Hajdina) in daljno okolico (Večina Spodnjega Podravja). V Skorbi je sedem plitvih vodnjakov in štirje globinski vodnjaki. Zelo pestro je kulturno dogajanje, za katerega skrbi predvsem Kulturno društvo Skorba.

## Zgodovina
Zgodovinska poseljenost Skorbe sega v pred antično obdobje, kar dokazujejo izkopavanja na področju vasi. Na eni od domačij so namreč odkrili keltski grob z mečem, sulično ostjo in keramiko, na dvorišču druge so našli rimski denar ter keramiko. Na vrtu tretje je bil pri gradnji hiše najden žgan rimski grob s pridatki. Na več mestih po vasi pa so našli tudi ostanke rimskih zidov in mnoga druga drobna odkritja, ki pričajo o zgodnji poseljenosti vasi.
Skorba je v pisnem viru prvič omenjena v dvanajstem stoletju, ko so imenovani vitezi, ki so povzeli ime po naši vasi (Amelrich de Chorb et fratres eius Majnhard et Albrecht - kar pomeni bratje vitezi Almerik, Majnhard in Albrecht), bili priče dedni listini pri delitvi posestev. Dokument je bil napisan 20. aprila 1147, kar velja za prvo pisno omembo Skorbe v zgodovini.
Po deželnem urbariju iz leta 1320 je bilo v Skorbi šest kmetij 
Ko je po smrti Friderika IX Ptujskega, zadnjega tega rodu njegove posesti na Dravskem polju podedovala njegova sestra Ana Schaunberška.
17. 07. 1439, je ob popisu meje deželskega sodišča gospostva Gornji Ptuj navedena Skorba, kjer so Ptujski imeli dve kmetiji.
Kasnejše navedbe Skorbe najdemo v urbarjih ptujskega gospostva, ki spet omenjajo vas Skorba (dorff Karb). Dežela je večkrat popisovala poimensko finančno moč kmečkega življa. Po enem izmed takih popisov je ptujski špital (dolga leta lastnik skorbskih družin) prijavil deset podložnih družin, od tega dve kočarski, tri srednje kmetije in kar pet velikih kmetij, kar dokazuje bogatost Skorbe kot take skozi celo zgodovino. Na tem popisu so se znašli družinski priimki: Bračko, Gašpar, Gregorač, Gribič, Kasl, Miklic, Pinter, Prodak, Višer in Volf. V tem zapisu so zanimive merske enote, po katerih so merili travnike in njive in sicer po dnevih košnje in oranja. Tako so bili travniki veliki do tri dni košnje in njive od 6 do 12 ornih dni.
Da ima ljudsko izročilo, ki govori o dveh lesenih dvorcih na področju Skorbe, tudi pisno podlago, govori zapis iz leta 1603, ki pravi, da sta na ozemlju Skorbe živeli dve plemiški družini na dveh dvorih.
Po urbarjih iz leta 1765 je špitalska uprava prodala del posesti v Skorbi turnškemu grofu Antonu Gaisrucku. Na spisku takratnih skorbskih podložniških družin se jih je znašlo trinajst: Luka Brodnak, Mihael Gerečnik, Mihael Brodnak, Matej Pasošek, Simon Gerečnik, Jernej Ringuč, Jakob Šantl, Luka Brodnjak, Matej Brodnjak, Gregor Pasošek, Matej Antoni, Blaž Satler in Matej Regol. Pred to prodajo je špital od podložnikov pobiral dve tretjini dajatev in eno tretjino hajdinski župnik.
V tistem času je to pomenilo, da so dajatve znašale 15 krajcev in 35 denaričev, neobdavčeno denarno dajatev 231 krajcev in 5/8 denaričev. V naravi pa so dajali 20 škafov ovsa in za malo pravdo 260 jajc in 12 piščancev. Opraviti pa so morali tudi 3 dni tlake na teden brez hrane.
Leta 1823 je v Šmucovem popisu navedeno, da so imele v naši vasi podložnike Dežela Štajerska, gosposka Ravno polje, Radvanje in Turmišče.
Vas je štela 29 hiš in 26 gospodinstev ter 105 ljudi, od tega 55 žensk. Kmetje so imeli 21 konj, 14 volov in 18 krav. Še en dokaz o bogastvu vasi.
Zraven tega sta na področju Skorbe delovala dva mlina (Auermul) Furekov mlin in Spital muhle - Koroščev mlin (Porušen 2008). V Skorbi je v času delovanja Avstro-Ogrske mreže poštnih kočij delovala postaja za izmenjevanje konjev (Korenova domačija), popravljalnica kočij (gostilna Koštomaj) in tudi trgovina za potnike (Želaznikarjeva domačija).
Skorba je svoj prvi kataster ali mapno kopijo dobila 1824, in sicer 21. oktobra tistega leta, ko je bila opravljena meritev in so ji prisostvovali predstavniki vasi v potrditev pravilnosti podatkov in sicer vaški rihtar Matija Gaberč ter njegova svetovalca Blaž Grandušak in Jožef Zupanič.

## Etimologija
Iz zemljevidov je razvidno, da se je ime Skorba začelo uporabljati po 16. stoletju, razlag za to ime obstaja več. Najbolj razširjena med ljudmi je, da je beseda Skorba izpeljanka iz nemške besede "Korb", kar pomeni košara. Na tem področju bi naj skozi zgodovino namreč bili doma pletarji košar, kar potrjuje tradicija pletenja v vasi in v družinah, ki so nekdaj tam živele. To ime je vas imelo tudi med nemško okupacijo.
Druga možna razlaga je, da ime izvira iz besede "Skarb", ki se pogosto omenja v pisnih virih in nakazuje na izvor iz dravskih teras oz. "škarp", na katerih vas leži.
Treja možnost pa izvira iz staroslovanskega jezika v katerem (v ukrajinskem še danes) pomeni izražati žalost, skrb ali celo pokopališče.

## Dom krajanov Skorba
Ob koncu leta 1978 sta takratni odbor vaške skupnosti s predsednikom Ivanom Vogrincem in Vaški odbor socialistniče zveze delovnega ljudstva s predsednikom Ivanom Ogrincem st. pripravila načrt dela v vasi za leto 1979, med drugim tudi za gradnjo doma krajanov, ki je bil sprejet na zboru krajanov 16. Januarja 1979. Zbor je potekal v Gostilni Koštomaj, saj je bil takrat to edini primerni prostor v vasi. Priprave, urejanje vseh dovoljenj ter iskanje zemljišč na katerih bi lahko gradili sta prevzela že omenjena predsednika odborov, vse potrebne uradne gradbene dokumente, pa je urejala gospa Tončka Sternad iz Hajdoš, ki je vse to opravila dobro in brezplačno. 
Po dolgem iskanju zemljišč, so se odločili, da bo gradnja potekala na zemljišču imenovanem »Grede« na koncu vzhodnega dela vasi. Tam je bilo 10 parcel po 80 do 90 kvadratnih metrov, katere lastniki so bili kmetje iz vasi. Večino zemljišč so lastniki podarili, nekaj dodatnega zemljišča v soseščini so pa odkupili. 1. Maja istega leta, so simbolično obeležili mesto, kjer bo stal dom, in postavili mlaj. 19. Junija so uredili vso dokumentacijo za gradnjo. 2. Septembra so organizirali veliko vrtno veselico, na travniku Marije Zupanič, ki je nasproti doma, imeli so tudi veliko vajo civilne zaščite. Decembra so organizirali obširno akcijo zbiranje gradbenega lesa po vaseh zgornje Hajdine. Od 81 lastnikov so brezplačno dobili 152 borovih debel. Istega meseca so dobili tudi gradbeni načrt za dom krajanov, ki ga je izdelal Projektivni biro Murska Sobota. 
Izkop temeljev in kleti se je začel aprila 1980. 1. Maja istega leta so na gradbeni parceli priredili proslavo s kulturnim programom pri katerem so sodelovali: Pihalni orkester TGA, danes TALUM Kidričevo, učenci OŠ Hajdine in sekstet domačih pevcev, ki jih je vodil Stanko Gašljevič in so takrat prvič nastopili. Na tej prireditvi so postavili temeljni kamen za dom. 8. Avgusta  1982 je potekala otvoritev Doma krajanov Skorba. Ob šestih zjutraj je po Skorbi in vseh vaseh krajevne skupnosti odmevala budnica, ki jo je izvajala  godba na pihala Bednja, iz sosednja Hrvaške. Ob deveti uri je bila odigrana prijateljska nogometna tekma med NK Skorba in NK Bednja. Ob enajsti uri je v dvorani doma slavnostna seja skupščine krajevne skupnosti Hajdina. Osrednja proslava pa se je začela ob 14. Uri. 
Po odprtju je imel dom zalo skromno opremo. Mize in stole, ki ji uporabljajo danes so nakupili šele po treh letih. 
V tridesetih letih se je v domu odigralo 130 gledaliških predstav in 53 otroških gledaliških predstav.

Imeli so tudi:

175 gostij;

86 raznih obletnic;

57 koncertov;

67 proslav;

70 občnih zborov;

33 volitev in referendumov;

110 veselic z godbo in plesom; 

358 raznih prireditev v dvorani, kot so sedmine, predavanja, prireditve osnovne šole, praznovanja, birme, srečanja ostarelih, razni zaključki leta in drugo;

122 reznih sestankov in sej, ki so jih sklicali občinski organi, občinske zveze in prva leta krajevna skupnost;

238 družabnih srečanj, kot so rojstni dnevi mladih v kletnih prostorih. 

V 30. Letih je bil dom zaseden 1495-krat ali povprečno 50-krat na leto